# Raffinerie de Jamnagar
La raffinerie de Jamnagar est la plus grande raffinerie de pétrole du monde. Elle est située en Inde dans l'État du Gujarat et elle est exploitée par la holding indienne Reliance Industries Limited.
Avant sa construction, Jamnagar n'était qu'un petit village de pêcheurs. C'est maintenant un site produisant 8 % des exportations de l'Inde.
En 1999 est achevée une première raffinerie, d'une capacité de 660 000 barils par jour. En 2008 vient s'ajouter une deuxième raffinerie, d'une capacité de 580 000 barils par jour, portant la capacité totale à 1 240 000 barils par jour, en faisant ainsi la plus importante raffinerie du monde.